# Horní Rokytnice
Horní Rokytnice je část města Rokytnice nad Jizerou v okrese Semily. Nachází se na jihovýchodě Rokytnice nad Jizerou. Prochází zde silnice II/294.
Horní Rokytnice leží v katastrálním území Horní Rokytnice nad Jizerou o rozloze 8,79 km².

## Historie
První písemná zmínka o vesnici pochází z roku 1574.

## Pamětihodnosti
- Venkovské domy čp. 279 a 290
- Krucifix při čp. 45